# Teenstreet
TeenStreet è un congresso internazionale per adolescenti cristiani di età compresa fra i 13 e i 17 anni; organizzato da Operazione Mobilitazione, ha luogo ogni anno e dura una settimana.

## Rilievo Internazionale dell'evento
Il primo TeenStreet, che fu tenuto nel 1993 a Offenburg in Germania, ebbe circa 50 partecipanti. 
Oggi, oltre 4.500 tra adolescenti e volontari partecipano in estate a TeenStreet in Germania. Negli ultimi anni TeenStreet è stato organizzato anche in Uruguay, Brasile, India, Sudafrica, Malaysia e Australia. Ogni evento è coordinato a livello locale dall'ufficio nazionale di Operazione Mobilitazione.

## TeenStreet Germania, temi e luoghi
- 1993: Offenburg - Tu puoi cambiare il mondo 56 partecipanti
- 1994: Friedrichshafen - Viviamo in un mondo sottosopra 220 partecipanti
- 1995: Wolfsburg - Un altro giorno in paradiso 381 partecipanti
- 1996: Mosbach - Copie originali 600 partecipanti
- 1997: Offenburg - Teatro della vita 1100 partecipanti
- 1998: Wolfsburg - Osare Sognare 1200 partecipanti
- 1999: Offenburg - Rivoluzione dentro e fuori 1800 partecipanti
- 2000: Mosbach - IMAGE 2100 partecipanti
- 2001: Offenburg - Kingdom Come (venga il tuo regno) 2700 partecipanti
- 2002: Oldenburg - Segreti Rivelati 2791 partecipanti
- 2003: Offenburg - ri:scoperta di Gesù 3365 partecipanti
- 2004: Oldenburg - Guidare alla velocità della vita 3510 partecipanti
- 2005: Münster - Macchina del tempo: Ricordando il futuro 3705 partecipanti
- 2006: Offenburg  - Metamorfosi: Il Cuore del Cambiamento 3911 partecipanti
- 2007: Oldenburg  - Contagioso: Infetta la tua Sfera 3581 partecipanti
- 2008: Oldenburg  - Blindsight 3403 partecipanti
- 2009: Offenburg  - iMPOSSIBLE 3596 partecipanti
- 2010: Oldenburg  - ps:XXIII 3512 partecipanti
- 2011: Offenburg  - Real 3665 partecipanti
- 2012: Oldenburg  - "NewSong 40" circa 3600 partecipanti
- 2013: Offenburg  - ">>MORE" 4350 partecipanti
- 2014: Münster - "OPEN" 4400 partecipanti
- 2015: Offenburg - Home - 4277 partecipanti
- 2016: Oldenburg - Life - 3800 partecipanti
- 2017: Offenburg  – "Unshakeable"
- 2018: Oldenburg  – "CLOSER"
- 2019: Offenburg  – "Inspired"

## TeenStreet Brasile Temi e Luoghi
- 2004: Brasile: Maringá - re:Discovering Jesus
- 2005: Brasile: Maringá - Driving At The Speed Of Life
- 2006: Brasile: Maringá - Time Machine: Remember the Future (22-27 gennaio 2006)
- 2007: Brasile: Maringá - Metamorphosis: The Heart of Change
- 2008: Brasile: Maringá Contagious (20-27 gennaio 2008)
- 2009: Brasile: Maringá - Blind (26-31 gennaio 2009)
- 2010: Brasile: Maringá - Impossible
- 2011: Brasile: Maringá - PS XXIII (17–23 January 2011)